# Повесть о двух городах (Остаться в живых)
«Повесть о двух городах» (англ. A Tale of Two Cities) — первая серия третьего сезона американского телесериала «Остаться в живых». Первый показ состоялся 4 октября 2006 года на телеканале ABC. Сценарий написан Деймоном Линделофом и Дж. Дж. Абрамсом, эпизод снят Джеком Бендером. Эпизод посмотрели более 19 миллионов американских зрителей. Центральным персонажем этой серии является Джек Шепард.

## Сюжет

### Вступление
Девушка-блондинка готовит обед у себя дома, а после этого к ней приходят несколько друзей для обсуждения книги в рамках литературного кружка. Книга, которую они собрались обсуждать — «Кэрри» Стивена Кинга. Неожиданно дом начало трясти, как при землетрясении. Люди выбежали на улицу, и мы видим, что дом находится в посёлке посреди огромного тропического острова. Люди наблюдают крушение самолёта Боинг-777. От землетрясения он развалился в воздухе на три части, и каждая упала в разных частях острова. Зрители понимают, что это показана катастрофа рейса Oceanic 815 глазами Других. И мы видим, что они цивилизованно одеты и у них в посёлке есть все удобства. Человек, которого в будущем поймают выжившие, лидер других, немедленно приказал Итану Рому и Гудвину отправиться на место падения и в течение трёх дней составить список выживших и войти в их ряды. После этого он спросил блондинку, почему она не пригласила его на собрание литературного клуба.

### Воспоминания
Во время встречи по поводу развода Джек, считая, что имеет право знать, к кому уходит жена, выпытывает у Сары имя её любовника, но не добивается ответа. Позднее в больнице он пытался вычислить этого человека, изучая список номеров в её телефоне. Далее к нему заглянул отец и посоветовал смириться с уходом Сары. Увидев позднее, что один из номеров в телефоне жены принадлежит Кристиану, Джек набросился на отца, с вопросом, зачем Сара звонила ему. Кристиан ответил, что она беспокоилась о состоянии Джека и звонила, чтобы поговорить об этом.
Позднее Джек заметил, как отец смеется, беседуя с кем-то по телефону, и заподозрил, что он и есть Сарин любовник. Он последовал за Кристианом на встречу общества анонимных алкоголиков и, обвинив в предательстве, избил его. После этого инцидента Джека арестовали, но вскоре выпустили под залог. Деньги внесла Сара. На улице он заметил, что её ждет у машины мужчина. Сара опять отказалась назвать его имя и рассказала, что узнала об аресте Джека от Кристиана, который после ссоры с сыном напился и позвонил ей.

### События

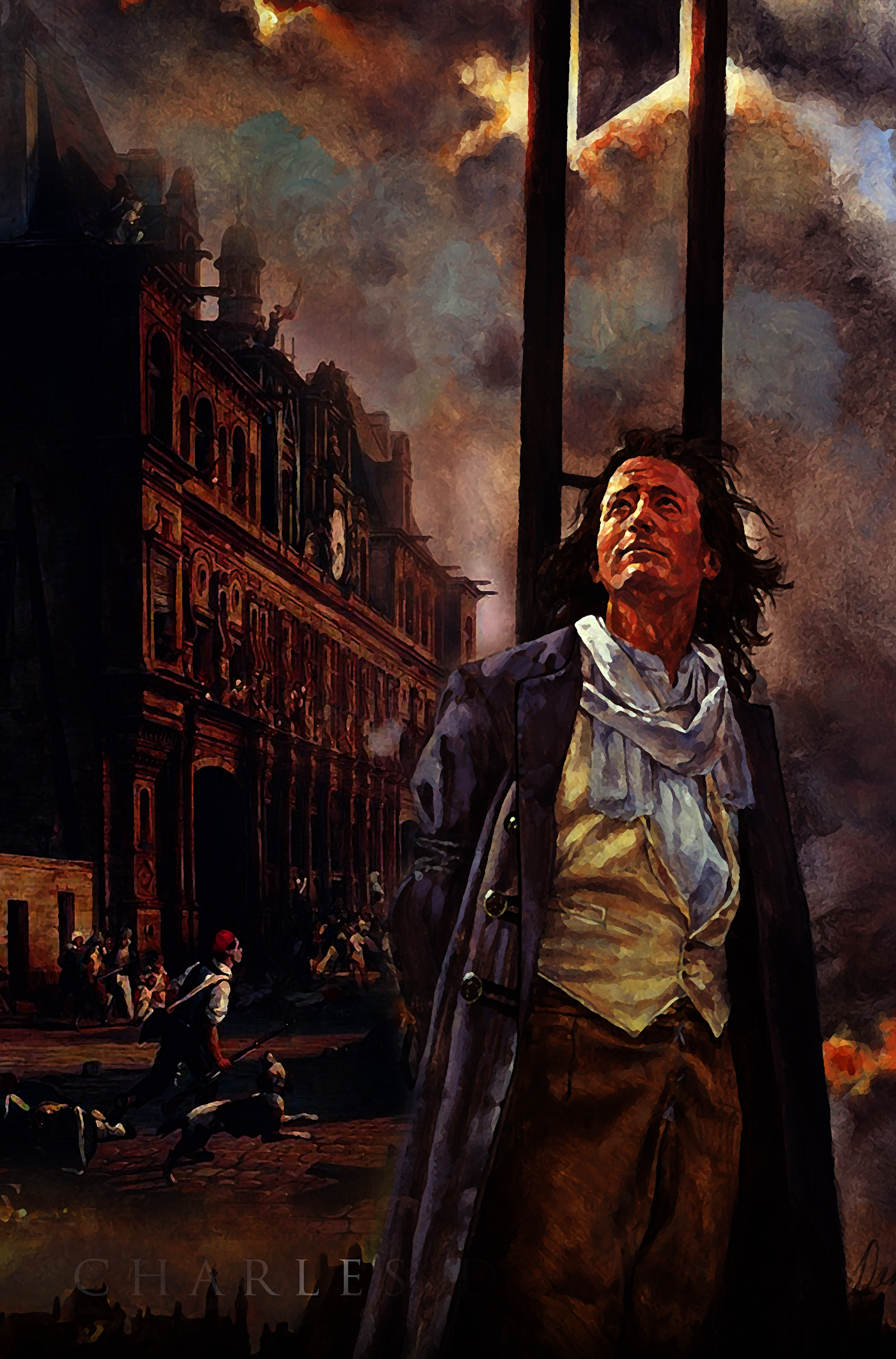
Джульет смотрит на Джека

Джек очнулся в просторном закрытом помещении на станции Дхарма «Гидра». Он понял, что заперт, и увидел, что за ним наблюдает камера. Кейт очнулась в душевой. За ней наблюдает Том. Он предлагает ей вымыться, та просит его отвернуться. Когда она вымылась, она обнаружила вместо своей одежды платье. В нём её ведут на берег океана, где с ней хочет пообедать лидер других. Они обедают и коротко разговаривают. Кейт спрашивает о Сойере и Джеке, но другой не отвечает, а спрашивает, почему она сначала спросила про Сойера, а потом про Джека. Сойер очнулся в клетке на улице. Он видит логотип Дхармы, а в соседней клетке какого-то молодого человека. Его зовут Карл, он провинившийся другой. Им удаётся открыть клетки, и они пытались убежать, но блондинка выстрелила в шею Сойеру дротиком и усыпила. Позже также пойманного Карла заставили извиниться перед Сойером и увели. Блондинка разговаривает с Джеком, но тот настроен не дружелюбно. Она говорит своё имя — Джульет Бёрк. Джульет предлагает ему поесть, но он набрасывается на неё и приставляет к шее осколок от разбитой тарелки. Он хочет выбраться и открыть дверь. Джульет не хочет это делать. Из другой двери на них смотрит лидер других. Джек открывает запертую дверь, и оттуда сильно хлещет вода. Джульет хочет выбежать из помещения через дверь, но лидер других закрывает её перед ней. Они с Джеком с трудом закрывают дверь с водой и откачивают воду. Это помещение раньше использовалось для акул. Джульет «вырубает» Джека внезапным и резким ударом в висок. Сойер в клетке, с помощью комбинации по нажатию кнопок в ней, добывает печенье и воду и несколько раз получает удар током. В это время другие приводят Кейт в свободную клетку напротив. Том говорит Сойеру, что сидевшие в этой клетке белые медведи делали это быстрее, чем он. Кейт и Сойер рады, что они рядом. Джек снова просыпается в камере. Джульет говорит ему, что другие всё про него знают и у них есть на него полное досье: где он родился, где учился, женитьба и развод с Сарой и копия свидетельства смерти отца. Джек спрашивает, счастлива ли Сара, Джульет говорит, что да. Джульет выходит, и с ней разговаривает лидер других. Джульет называет его Беном.

## Приглашённые актёры
- Джули Адамс — Амелия
- Джон Терри — Кристиан Шепард
- Джули Боуэн — Сара Шепард
- Уильям Мэйпотер — Итан Ром
- Бретт Каллен — Гудвин Стэнхоуп
- М. К. Гейни — Том Фрэндли